# The Big Pink
The Big Pink — британский музыкальный коллектив, играющий шугейзинг и электро-рок. Он был основан в Лондоне в 2007 году Робби Фьюрзом и Мило Корделлом. В 2009 году дуэт подписал контракт с лейблом 4AD Records и в следующем году стал обладателем премий журнала New Musical Express Philip Hall Radar Award как лучший новый проект. Группа выпустила четыре сингла и альбом A Brief History of Love.

## История
Робби Фьюрз и Мило Корделл начали играть вместе в 2007 году. Дуэт был назван в честь дебютного альбома группы The Band. Фьюрз прежде играл на гитаре с Алеком Эмпайром. Мило был владельцем звукозаписывающего лейбла Merok Records, на котором выпускались ранние нойз-роковые записи Klaxons, Titus Andronicus и Crystal Castles. Их первый сингл «Too Young to Love» вышел в октябре 2008 года на небольшом лейбле House Anxiety.
В феврале 2009 года The Big Pink подписали контракт с лейблом 4AD и получили премию Philip Hall Radar Award как лучший новый проект на церемонии NME Shockwave Awards. В апреле того же года вышел сингл «Velvet», которому в издании Pitchfork Media поставили 7 баллов по 10-балльной шкале, а в сентябре был выпущен самый успешный хит дуэта «Dominos». 14 сентября 2009 года поступил в продажу первый альбом группы A Brief History of Love, который участники спродюсировали самостоятельно в нью-йоркской студии Electric Lady. Диск получил положительные отзывы музыкальных критиков и вошёл в несколько списков лучших альбомов года. С августа и до конца 2009 года группа гастролировала по Великобритании, Европе, Японии и США. В ноябре дуэт сопровождал группу Muse во время её британского турне. The Big Pink записали также ремикс на песню Muse «Undisclosed Desires».
2010 год начался для The Big Pink победой на NME Awards, где их песню «Dominos» отметили как лучший трек года. Они выступали на нескольких крупных фестивалях, в частности на Coachella.
Летом 2011 года группа объявила название нового альбома. 13 сентября 2011 года был опубликован видеоклип на песню «Stay Gold», которая стала первым синглом с альбома Future This, вышедшего в январе 2012 года. По мнению Дмитрия Вебера из Rolling Stone Russia, он стал не прорывом для группы, а скорее дополнением к первому диску. Несмотря на узнаваемое звучание, большинство новых песен, считает журналист, заметно легче и медленнее, а самые цепляющие хиты — «Jump Music» и «Lose Your Mind» — сосредоточились в конце альбома.

## Дискография
- A Brief History of Love (2009)
- Future This (2012)